# 12 февруари
12 февруари е 43-тият ден в годината според григорианския календар. Остават 322 дни до края на годината (323 през високосна година).

## Събития
- 1541 г. – Сантяго, днешната столица на Чили, е основана от Педро де Валдивия.
- 1817 г. – В битката при Чакабуко чилийската войска разбива испанската армия, което довежда до независимостта на Чили.
- 1832 г. – Еквадор анексира островите Галапагос.
- 1872 г. – Избран първият български екзарх Иларион Ловчански, неодобрен от Високата порта.

- 1879 г. – Първата в Северна Америка ледена пързалка за каране на кънки отваря врати в Ню Йорк.
- 1899 г. – Испания продава на Германия Каролинските и Мариански острови.
- 1912 г. – В Република Китай се въвежда Григорианският календар.
- 1924 г. – Открита е гробницата на Тутанкамон.
- 1924 г. – Калвин Кулидж става първият президент на Съединените американски щати, който изнася политическа реч по радиото.
- 1955 г. – Министерският съвет на Съветски съюз приема постановление за строителство на космодрума „Байконур“.
- 1961 г. – Изстрелян е съветският космически апарат Венера 1 – първият апарат, достигнал до друга планета – Венера.
- 1990 г. – Излиза първият брой на вестник „Демокрация“.
- 1991 г. – Създадена е националната служба „Борба с организираната престъпност“.
- 1997 г. – Президентът Петър Стоянов назначава служебно правителство с министър-председател Стефан Софиянски.
- 2009 г. – Самолетът при полет 3407 на „Колган Еър“ се разбива в къща в Кларънс Център, Ню Йорк, докато се приближава към международното летище „Бъфало Ниагара“ и убива всички на борда и един на земята.

## Родени
- 41 г. – Британик, син на император Клавдий († 55 г.)
- 1768 г. – Франц II, първи император на Австрийската империя († 1835 г.)
- 1785 г. – Пиер Луи Дюлон, френски физик († 1838 г.)
- 1788 г. – Карл фон Райхенбах, германски химик († 1869 г.)
- 1794 г. – Александър Петров, руски шахматист († 1867 г.)
- 1800 г. – Джон Едуард Грей, британски зоолог († 1875 г.)
- 1804 г. – Хайнрих Ленц, немски физик († 1865 г.)
- 1809 г. – Ейбрахам Линкълн, 16-и президент на САЩ († 1865 г.)
- 1809 г. – Чарлз Дарвин, английски биолог († 1882 г.)
- 1850 г. – Уилям Морис Дейвис, американски геоморфолог († 1934 г.)
- 1854 г. – Стефан Стамболов, министър-председател на България († 1895 г.)
- 1854 г. – Михаил Маджаров, български политик († 1944 г.)
- 1862 г. – Александру Давила, румънски драматург († 1929 г.)
- 1868 г. – Димитър Добрев, български офицер († 1944 г.)
- 1873 г. – Евстатий Шкорнов, български революционер († 1935 г.)
- 1876 г. – Фратьо Фратев, български актьор († 1920 г.)
- 1877 г. – Кръстьо Асенов, български революционер († 1903 г.)
- 1879 г. – Елена Рьорих, руски философ († 1955 г.)
- 1881 г. – Анна Павлова, руска балерина († 1931 г.)
- 1882 г. – Иван Ангов, български революционер († 1937 г.)
- 1885 г. – Юлиус Щрайхер, нацистки издател († 1946 г.)
- 1888 г. – Сейго Накано, японски политик († 1943 г.)
- 1900 г. – Василий Чуйков, съветски военачалник († 1982 г.)
- 1905 г. – Мистер Сенко, български илюзионист († 1987 г.)
- 1915 г. – Василий Ажаев, руски писател († 1968 г.)
- 1918 г. – Джулиан Швингър, американски физик, Нобелов лауреат през 1965 г. († 1994 г.)
- 1921 г. – Лотфи Заде, американски математик († 2017 г.)
- 1923 г. – Франко Дзефирели, италиански режисьор († 2019 г.)
- 1927 г. – Борис Гюдеров, български волейболист († 2001 г.)
- 1930 г. – Герхард Рюм, австрийски писател, композитор и художник
- 1932 г. – Иван Абаджиев, български щангист и треньор († 2017 г.)
- 1933 г. – Димитър Боснов, български футболист († 2012 г.)
- 1935 г. – Костадин Гугов, български певец († 2004 г.)
- 1939 г. – Рей Манзарек, американски музикант († 2013 г.)
- 1942 г. – Ехуд Барак, министър-председател на Израел
- 1942 г. – Славчо Донков, български писател и поет († 1997 г.)
- 1946 г. – Ажда Пекан, турска певица
- 1947 г. – Джарнаил Сингх Бхидранвал, индийски лидер († 1984 г.)
- 1949 г. – Хоакин Сабина, испански поет
- 1956 г. – Меглена Плугчиева, български политик
- 1961 г. – Дейвид Грейбър, американски антрополог († 2020 г.)
- 1963 г. – Анжела Димчева, българска писателка
- 1963 г. – Борислав Михайлов, български футболист
- 1966 г. – Георги Стоянов, български актьор
- 1976 г. – Силвия Сейнт, порнографска актриса
- 1979 г. – Джеси Спенсър, австралийски актьор
- 1980 г. – Хуан Карлос Фереро, испански тенисист
- 1986 г. – Роналд Гърчалиу, австрийски футболист
- 1987 г. – Георги Божилов, български футболист
- 1989 г. – Мартин Калчев, български каратист
- 1997 г. – Александър Николов, български поет

## Починали
- 1538 г. – Албрехт Алтдорфер, германски художник (* 1480 г.)
- 1554 г. – Джейн Грей, кралица на Англия (* 1537 г.)
- 1690 г. – Шарл Льо Брюн, френски живописец и декоратор (* ?)
- 1712 г. – Мария-Аделаида Савойска, савойска принцеса (* 1685 г.)
- 1719 г. – Адам Лудвиг Левенхаупт, шведски военачалник (* 1659 г.)
- 1798 г. – Станислав Август Понятовски, последният полски крал (* 1732 г.)
- 1804 г. – Имануел Кант, немски философ (* 1724 г.)
- 1834 г. – Фридрих Шлайермахер, германски теолог (* 1768 г.)
- 1894 г. – Ханс фон Бюлов, германски пианист и композитор (* 1830 г.)
- 1904 г. – Антонио Лабриола, италиански философ († 1843 г.)
- 1911 г. – Гоно Йотов, гръцки андартски капитан (* 1880 г.)
- 1916 г. – Рихард Дедекинд, германски математик (* 1831 г.)
- 1925 г. – Вълчо Иванов, деец на БКП (* 1880 г.)
- 1927 г. – Атанас Илиев, български просветен деец (* 1852 г.)
- 1932 г. – Артур Ячевски, руски ботаник (* 1863 г.)
- 1944 г. – Панарет Брегалнишки, български духовник (* 1878 г.)
- 1947 г. – Курт Левин, германски и американски философ (* 1890 г.)
- 1954 г. – Дзига Вертов, руски кинорежисьор (* 1896 г.)
- 1959 г. – Александър Теодоров-Балан, български езиковед и литературен историк (* 1859 г.)
- 1960 г. – Недялко Атанасов, български политик (* 1881 г.)
- 1979 г. – Жан Реноар, френски режисьор (* 1894 г.)
- 1984 г. – Хулио Кортасар, аржентински и френски писател (* 1914 г.)
- 1989 г. – Томас Бернхард, австрийски писател (* 1931 г.)
- 1994 г. – Асен Дацев, български физик (* 1911 г.)
- 2000 г. – Чарлс М. Шулц, американски карикатурист (* 1922 г.)
- 2020 г. – Пенка Павлова, българска народна певица (* 1934 г.)

## Празници
- Международен ден на Дарвин (посветен на годишнината от рождението на Чарлз Дарвин, известен още като Ден на еволюцията)
- УНИЦЕФ – Ден на червената ръка (празнува се от 2002 г., посветен в помощ на децата от държавите с военни конфликти)
- САЩ – Ден на Линкълн (посветен на годишнината от рождението на президента Ейбрахъм Линкълн)